# 香ヶ丘町
香ヶ丘町（かおりがおかちょう）は、大阪府堺市堺区にある地名。2020年5月現在の行政地名は香ヶ丘町一丁から香ヶ丘町五丁。住居表示は実施済み。

## 地理
堺区の北端に位置する。南は今池町、西は遠里小野町、砂道町、高須町、北清水町、南清水町、北は大和川を挟んで大阪市住吉区に接する。

### 河川
- 大和川

## 歴史

### 沿革
1950年（昭和25年）から1 - 5丁がある。
- 1922年（大正11年）、堺市向井町大字北庄・向井町大字遠里小野の各一部より成立。
- 1939年（昭和14年）、一部が遠里小野町1 - 4丁・砂道町1 - 3丁・高須町1 - 3丁・北清水町1 - 3丁となる。
- 1950年（昭和25年）、遠里小野町1 - 4丁・今池町・浅香山町の各一部を編入し、同時に一部を砂道町1 - 3丁・北清水町1 - 3丁・高須町1 - 3丁に編入。1 - 5丁を編成[6]。
- 2006年（平成18年）、堺市が政令指定都市に移行し、行政区を設置。香ヶ丘町は堺区の所属となる。

## 世帯数と人口
2024年（令和6年）3月31日現在の世帯数と人口は以下の通りである。
| 丁           | 世帯数    | 人口    |
| ------------ | --------- | ------- |
| 香ヶ丘町一丁 | 751世帯   | 1,221人 |
| 香ヶ丘町二丁 | 382世帯   | 797人   |
| 香ヶ丘町三丁 | 332世帯   | 592人   |
| 香ヶ丘町四丁 | 482世帯   | 827人   |
| 香ヶ丘町五丁 | 317世帯   | 698人   |
| 計           | 2,264世帯 | 4,135人 |

### 人口の変遷
国勢調査による人口の推移。
| 1995年（平成7年）  | 5,228人 | [ 7 ]  |  |
| 2000年（平成12年） | 4,998人 | [ 8 ]  |  |
| 2005年（平成17年） | 4,513人 | [ 9 ]  |  |
| 2010年（平成22年） | 4,407人 | [ 10 ] |  |
| 2015年（平成27年） | 4,242人 | [ 11 ] |  |
| 2020年（令和2年）  | 4,165人 | [ 12 ] |  |

### 世帯数の変遷
国勢調査による世帯数の推移。
| 1995年（平成7年）  | 2,217世帯 | [ 7 ]  |  |
| 2000年（平成12年） | 2,209世帯 | [ 8 ]  |  |
| 2005年（平成17年） | 2,037世帯 | [ 9 ]  |  |
| 2010年（平成22年） | 2,060世帯 | [ 10 ] |  |
| 2015年（平成27年） | 2,049世帯 | [ 11 ] |  |
| 2020年（令和2年）  | 2,119世帯 | [ 12 ] |  |

## 学区
市立小・中学校に通う場合、学区は以下の通りとなる。
| 丁           | 番地 | 小学校             | 中学校             |
| ------------ | ---- | ------------------ | ------------------ |
| 香ヶ丘町一丁 | 全域 | 堺市立浅香山小学校 | 堺市立浅香山中学校 |
| 香ヶ丘町二丁 | 全域 | 堺市立浅香山小学校 | 堺市立浅香山中学校 |
| 香ヶ丘町三丁 | 全域 | 堺市立浅香山小学校 | 堺市立浅香山中学校 |
| 香ヶ丘町四丁 | 全域 | 堺市立浅香山小学校 | 堺市立浅香山中学校 |
| 香ヶ丘町五丁 | 全域 | 堺市立浅香山小学校 | 堺市立浅香山中学校 |

## 事業所
2021年（令和3年）現在の経済センサス調査による事業所数と従業員数は以下の通りである。
| 丁                 | 事業所数 | 従業員数 |
| ------------------ | -------- | -------- |
| 香ヶ丘町一丁       | 60事業所 | 376人    |
| 香ヶ丘町二丁       | 7事業所  | 36人     |
| 香ヶ丘町三丁       | 10事業所 | 116人    |
| 香ヶ丘町四丁・五丁 | 18事業所 | 137人    |
| 計                 | 95事業所 | 665人    |

## 施設
- 関西大学堺キャンパス
- 堺北幼稚園
- 国土交通省 近畿地方整備局 大和川河川事務所 堺出張所
- 浅香山浄水場
- 堺香ヶ丘郵便局
- 関西みらい銀行 浅香山プラザ
- 浅香山緑道
- 蓮經寺

## 郵便
- 郵便番号：590-0011[3]（集配局：堺郵便局[15]）。

## ギャラリー

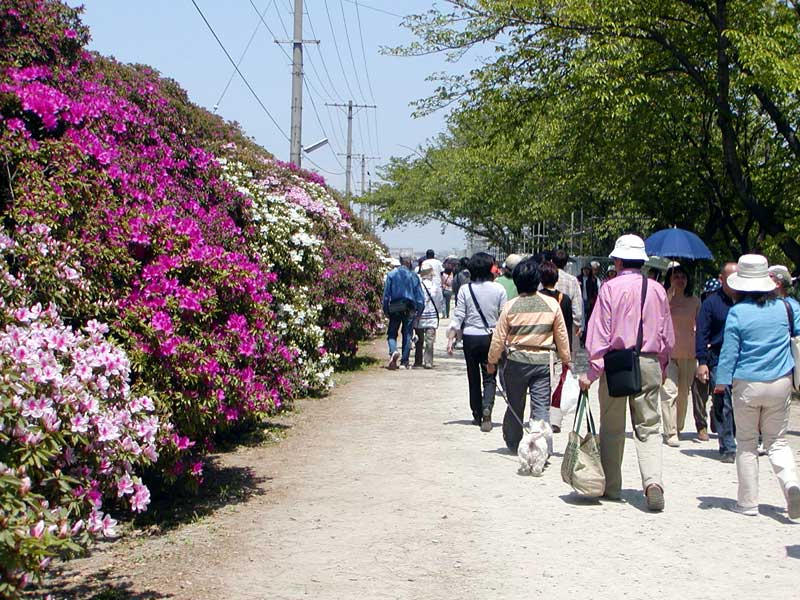
浅香山浄水場のツツジ
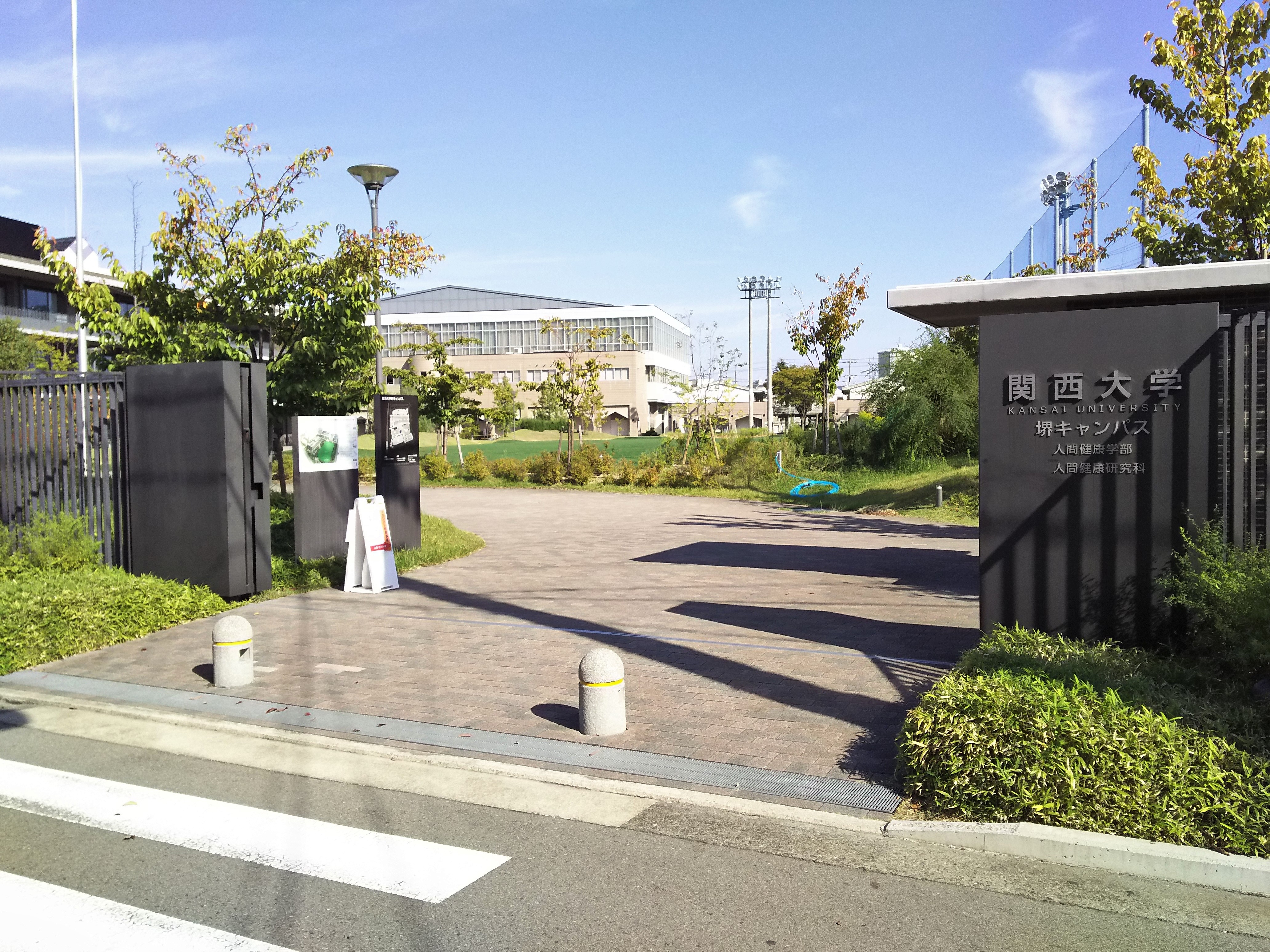
関西大学堺キャンパス